# Arta și cultura în Bali

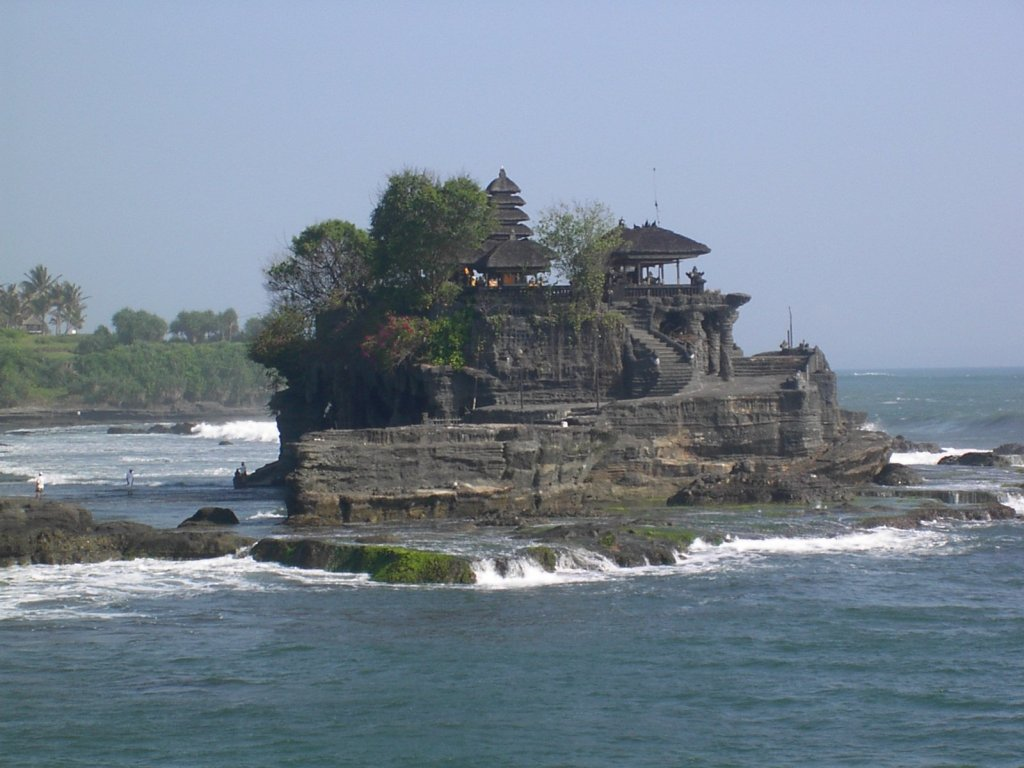
Templu în Bali

Arta balineză se deosebește cu mult de arta celorlalte insule din Indonezia, datorită influențelor culturii hinduse. În special, arhitectura și sculptura în piatră din Bali, sunt cu influență hindusă, adusă de indieni cu sute de ani, pe timpul regelui Airlangga, în 1019-1042.

## Arhitectura

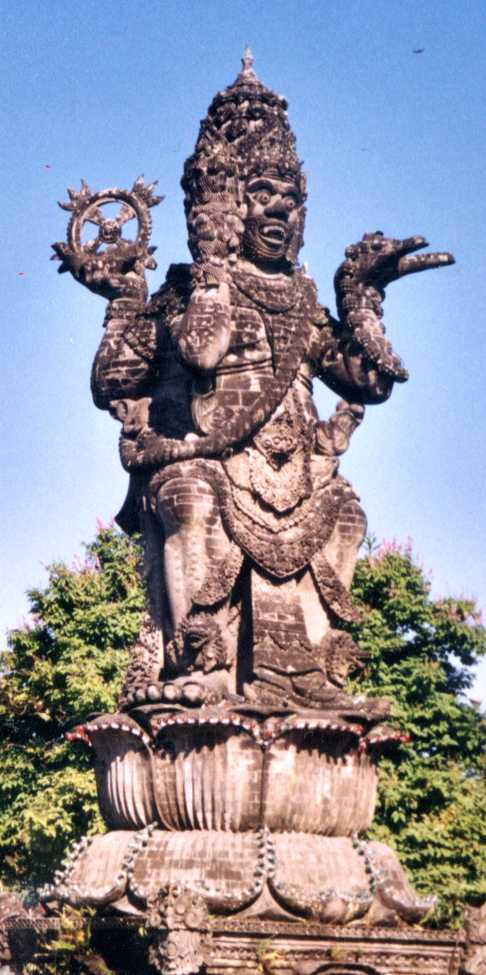
Gardian al templului

Casele sunt construite simplu, dar arhitectura de artă se regăsește în viața religioasă balineză. De fapt, cele mai impunătoare opere arhitectonice, în Bali, sunt templele. Nici castelele regilor din istoria balineză nu pot concura complexității și importanței lor. Sunt contruite după principii și reguli, iar sculpturile în piatră au rol de îmbogățire a aspectului templelor.

#### Sculptura în piatră
Sculpturile în piatră care se găsesc în arhitectura templelor sunt mai mult sau mai puțin importante. În unele cazuri, pot să și lipsească. În timp ce în nordul insulei, templele sunt aproape în totalitate făcute din sculpturi. De exemplu, porțile de la intrarea în temple, sunt sculptate fiecare centimetru, cu demoni și idoli, iar de o parte și de alta sunt statui din piatră, care "păzesc" intrarea în templu. Protectorii templelor  sunt figuri legendare, eroi, ca de exemplu Arjuna, și care sunt amplasați pe scările de la intrare, pentru a păzi templul. Deasupra intrărilor sunt amplasate "gărzi", sculpturi din piatră cu chip de monstru, din care ies numeroase brațe cu rol de a proteja cât mai bine templul de demoni. Se pot întâlni sculpturi ale svasticii, care este semnul prosperității și a norocului bun. Panourile sculptate de pe pereții templelor redau viața de zi cu zi. În fața templelor morților - "pura dalem"- de multe ori sunt puse statuete ale vrăjitoarelor -rangda- iar pe panourile sculptate sunt scene din iad, care arată ce se va întampla cu cei păcătoși în viața de după moarte.

## Sculptura în lemn
În trecut, sculptura ca și pictura, au fost îndeledniciri din viața de zi cu zi. Se sculptau porți ale templelor, sau statui reprezentând idoli, sau pur și simplu se sculpta, acest lucru făcâd parte din ocupația de fiecare zi a oamenilor, fără a avea însă vreo valoare materială, sau artistică. După ce Bali a devenit centru turistic, vesticii i-au influențat pe localnici să își pună în valoare munca, astfel, azi, în Bali se sculptează mai mult pentru comerț sau pentru artă, fiind evaluate. Chiar și stilurile de sculpturi s-au schimbat în timp datorită influențelor europene.
Sculpturile tradiționale erau pictate în culori vii și naturale, acest lucru dădea o originalitate aparte. Azi se sculptează, dar rareori se mai pictează sculptura, datorită succesului pe care îl au sculpturile lăsate în culoarea naturală. 
Unii sculptează animale uneori în forma reală, dar de cele mai multe ori se întâlnesc sculpturi mitice, cu creaturi ciudate. Alții sculptează trunchiuri de copac, dând forme și chipuri distorsionate, monstruoase.

## Pictura
Pictura se practica nu ca o artă sau o meserie aparte. Se pictau doar templele. După cel de-al Doilea Război Mondial, influențele europene au făcut din aceasta îndeletnicire, un comerț. Astfel, picturile nu au o originalitate aparte, ci au o influența vestică puternică. Se mai pot găsi unele picturi din perioada încă neschimbată a artei balineze, la muzeele Puri Lukisan, și Neka din Ubud.

#### Pictura tradițională
Pictura balineză era strict împărțită în trei tipuri de bază: langse, (sunt un fel de console folosite la decorarea templelor sau a palatelor),  iders-iders, (coloane) și calendarele.
Majoritatea picturilor aveau un caracter narativ cu teme mitologice, povești hinduse, sau din literatură. Picturile sunt bidimensionale, imitând teatrele wayang kulit, care au ca actori, păpusi din piele bidimensionale, și piesele sunt jucate în spatele unui paravan de pânză, astfel că numai umbra păpușilor wayang, poate fi văzută. Culorile erau preparate natural din plante specifice, și care limitează gama la doar câteva nuanțe de maro, roșu, albastru, și galben. Personajele sunt de obicei aceleași, doar că sunt în alte episoade. Peisajul este de obicei natură cu munți, flăcări sau doar motive tradiționale. Personajele se pot deosebi prin veșmintele pe care le poartă și prin bijuteriile, postura și gesturile, care le arată titlurile de regi, prinți, sau eroi. Personajele negative au forme exagerate, sau unele părți ale corpului mărite, canini măriți, dândule o imagine respingatoare și malefică.

## Muzica și dansul

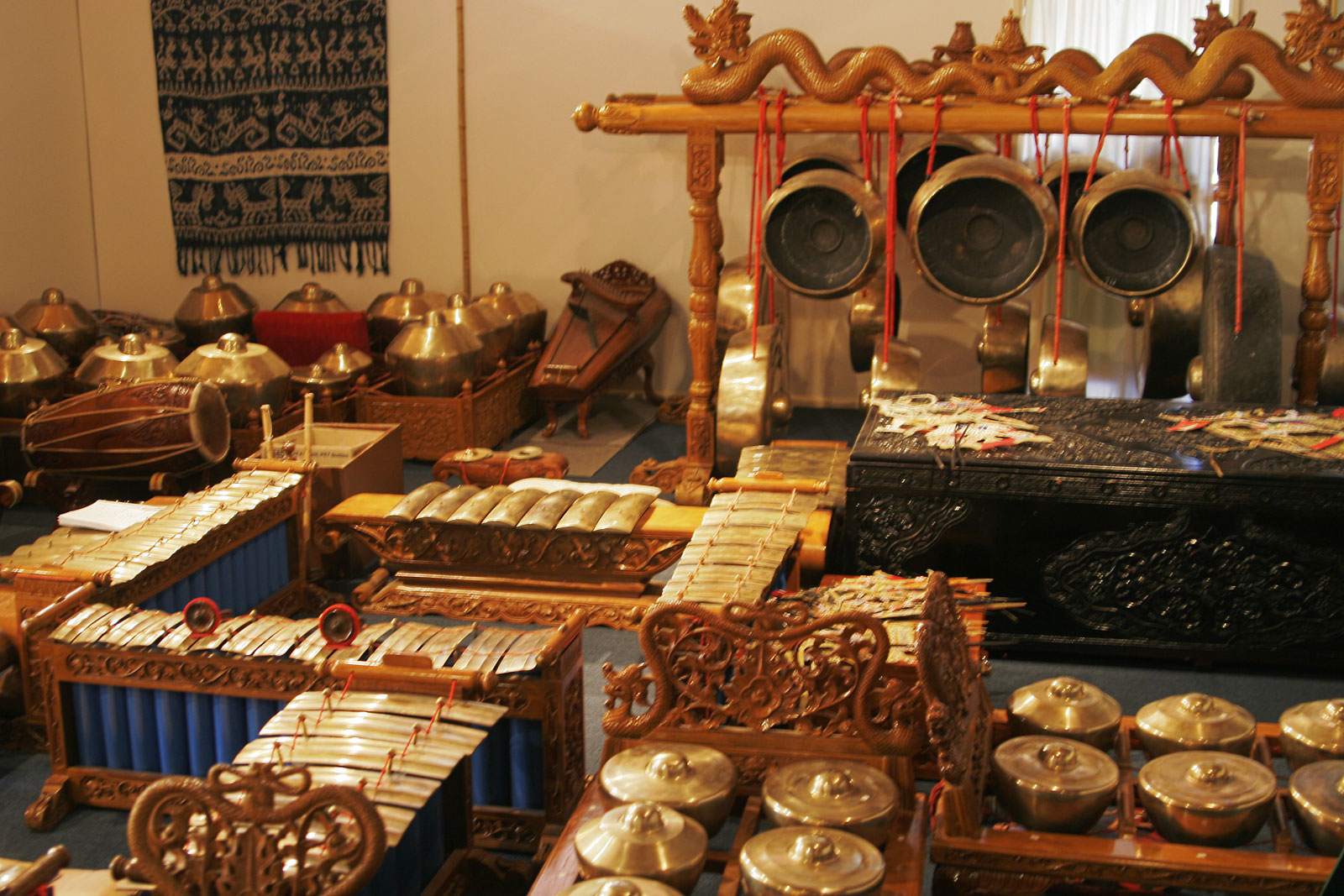
Gamelan din Bali

Muzica în Bali este deosebită datorită gamelanului. Cu toate că în Indonezia este popular acest instrument, în Bali este diferit de gamelanul din celelalte insule deoarece are cu  mult mai multe componente.
Dansul este acompaniat de gamelan, și are aproape intotdeauna un  rol de scenetă. Cele mai multe dansuri balineze sunt de fapt scenete din epopeea Mahabharata și Ramayana, sau legende tradiționale.
Dansul se deosebește de alte dansuri vestice, prin mișcările precise, acompaniate de ritmul accentuat și schimbările bruște de tempo ale gamelanului. Mâinile, degetele, capul si ochii sunt elemente foarte importante,la fel și expresia fetei, în cazul scenetelor. Sunt câteva dansuri tradiționale, car nu și-au schimbat forma în timp, dar astăzi, în Bali se dansează foarte mult în scopul comerțului. Înainte, dansurile făceau parte din programul pentru sărbatorile religioase, festivaluri iar fetele tinere și frumoase dansau la curțile regale.
Muzica și dansul balinez nu mai este o artă statică. În urmă cu 100 de ani, dansurile aveau specific anume, fiecare dans era dansat doar într-un anume fel. De exemplu Oleg Trambulilingan, era un dans din anii 1950, dar care s-a modificat în timp, iar azi se dansează forma modernă. Se mai  păstreaza unele dansuri tradiționale care nu au suferit nici o modificare, și care au melodia specifică fiecărei reprezentații. Dansurile specifice balineze și care și-au păstrat coregrafia, sunt în cea mai mare parte, scenete din literatura indiană, mai ales din epica Mahabharata și Ramayana. Dansul Topeng, a rămas neschimbat, ca și Sanghyang, Barong si Rangda, Lagong, Baris, cu toate că în unele spectacole se improvizează, dar nu se modofică în structura tradiționalul dans. Kekac, este cel mai cunoscut dans în Bali, dar după anii 1930, a avut succes modernul Kecak, la fel și Janger, Pendet, Kebiar (un Kecak mai modern).

## Galeria foto

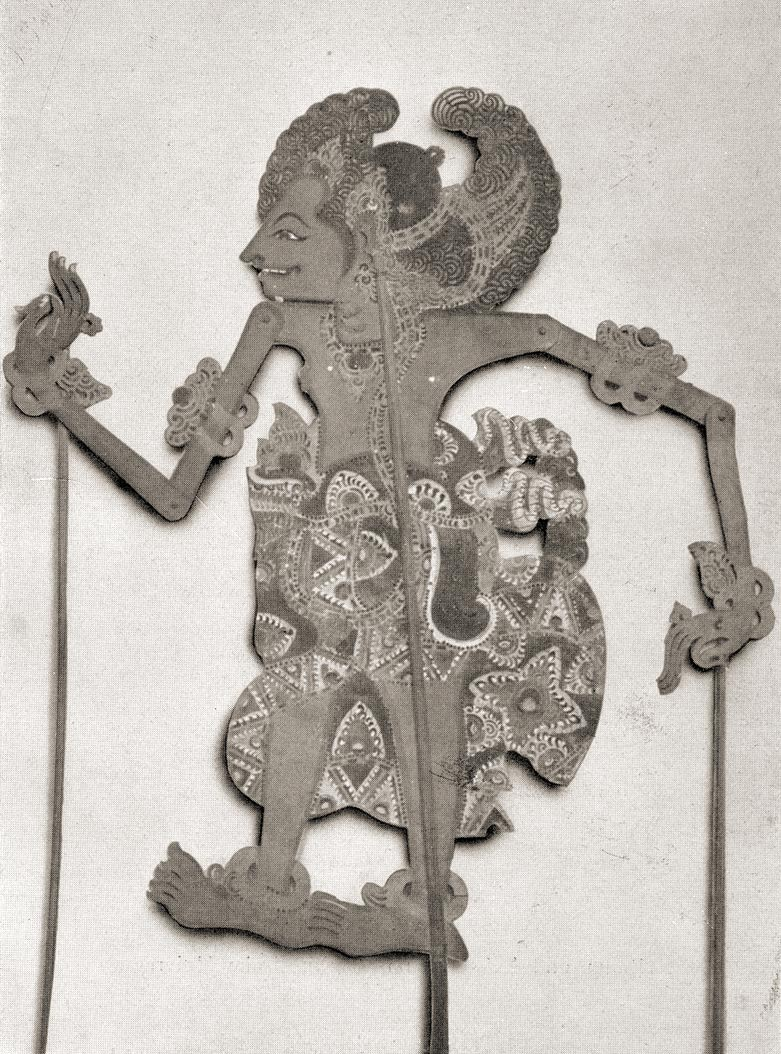
Wayang kulit, păpuși din piele de bovine, folosite în teatrele wayang
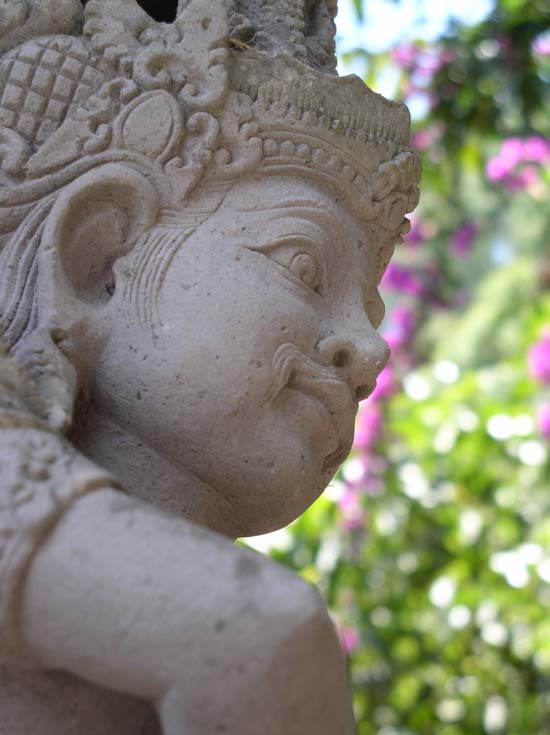
Gardian al templului
În civilizația și cultura hindusă, svastica este un simbol stilizat al vieții și al prosperității.